# شمعدونی
شمعدونی یک مجموعهٔ تلویزیونی طنز ایرانی به کارگردانی سروش صحت و نویسندگی صحت و ایمان صفا است که از اردیبهشت تا خرداد سال ۱۳۹۴ از شبکه سه سیما پخش شده است.

## بازیگران
| بازیگر            | نقش           | توضیحات                                                                 |
| ----------------- | ------------- | ----------------------------------------------------------------------- |
| محمد نادری        | هوشنگ مظاهری  | همسر زهره، پدر سارا و سعید                                              |
| آتنه فقیه‌نصیری    | زهره سعادتی   | همسر هوشنگ، مادر سارا و سعید، خواهر عطا و زیبا، دختر رضا                |
| حسن معجونی        | عطا سعادتی    | همسر سابق شیوا، همسر فعلی شیرین، پدر عرشیا و برادر زهره و زیبا، پسر رضا |
| نگار عابدی        | شیرین         | همسر دوم عطا، مادر عرشیا                                                |
| رؤیا میرعلمی      | زیبا سعادتی   | خواهر عطا و زهره، دختر رضا                                              |
| امیر کاظمی        | سعید مظاهری   | پسر هوشنگ و زهره                                                        |
| ویدا جوان         | سارا مظاهری   | دختر هوشنگ و زهره                                                       |
| عرفان برزین       | عرشیا سعادتی  | پسر شیرین و عطا                                                         |
| محسن قاضی‌مرادی    | رضا سعادتی    | پدر عطا و زهره و زیبا                                                   |
| رضا کریمی         | حامد مظاهری   | برادر زاده هوشنگ                                                        |
| محمدعلی تقوی      | مروی          | رئیس بانک زهره                                                          |
| قدرت‌الله ایزدی    | جلال          | دایی عطا و زهره و زیبا، همسر نگین                                       |
| محمدرضا داوودنژاد | ایرج مشیری    | همکار هوشنگ                                                             |
| اصغر حیدری        | سروان احسان‌فر | رئیس کلانتری                                                            |
| زهره فوده         | نگین          | همسر جلال، زندایی عطا و زهره و زیبا                                     |
| مرتضی علی‌آبادی    | ترابی         | رئیس شرکت هوشنگ، خواستگار سابق سارا، خواستگار مهدخت                     |
| صفر علی‌کوهی       | کریم نعمتیان  | پدر جمشید نعمتیان                                                       |
| سید مسعود حسینی   | جمشید نعمتیان | آسانسورچی، خواستگار زیبا                                                |
| سعید هاشمی        | نعمتیان       | برادر جمشید نعمتیان                                                     |
| نیلوفر افشار      | شیوا شهسواری  | همکار زهره، همسر اول عطا                                                |
| ساناز طاری        | مهدخت         | دوست سارا                                                               |
| مرجان هاشمی       | الهه نیازی    | خواهرزاده ترابی، جایگزین هوشنگ در شرکت                                  |
| حسن نوری          | جهانگیر نایبی |                                                                         |
| آرش چگینی         | اکبر قاسمی    |                                                                         |
| پانته‌آ سیروس      | فرزانه فرزین  | معاون بانک زهره                                                         |
| ناهید مسلمی       | خانم جهانگرد  | معشوقه رضا                                                              |
| بیژن بنفشه‌خواه    |               | چوپان                                                                   |

## بازخورد
جام جم سینما به‌طور کلی این مجموعه را ستایش کرد و آن را «اثری آرام» توصیف کرد «که داستانش را در بستری از واقعیت و فانتزی پیش می‌برد و از هیجان معمول برخوردار نیست.»

## سانسور
امیر کاظمی در مصاحبه‌ای اعلام کرد سکانس‌هایی از شخصیت سعید با پدرش به دلیل بی‌احترامی زیاد سانسور شده است.